# 턴브리지웰스구

턴브리지웰스구의 위치

턴브리지웰스구(영어: Borough of Tunbridge Wells)는 잉글랜드 켄트주에 위치한 비도시 자치구로 중심 도시는 로열턴브리지웰스이며 인구는 116,105명(2014년 기준), 면적은 331.3km2이다.